# Sheila Camerer
Sheila Margaret Camerer là một chính trị gia Nam Phi đã nghỉ hưu, từng là thành viên của Nghị viện của đảng đối lập chính, Liên minh Dân chủ (DA).

## Nghề nghiệp
Camerer là con gái của Bob Badenhorst Durrant và vợ Diana. Bản thân Durrant đã từng là một đại biểu quốc hội Uganda đại diện cho Turffontein.
Camerer tốt nghiệp Đại học Cape Town, nơi cô là Nữ hoàng Rag.
Giống như cha mình, Camerer có bản năng chính trị và bà gia nhập Đảng Quốc gia, năm 1982, cô được bầu làm thành viên NP của Hội đồng thành phố Johannesburg. Năm 1987, bà được bầu làm Nghị viên Quốc hội tại khu vực bầu cử của Rosettenville và hai năm sau đó được bổ nhiệm làm phó bộ trưởng tư pháp trong chính phủ của nhà lãnh đạo NP cải cách và tổng thống Nam Phi FW de Klerk. Năm 1989 khi Camerer là một thành viên của Quốc hội, bà nói: 
| “ | Mọi người bị ảnh hưởng bởi cách cư xử nhiều hơn vẻ bề ngoài. Tôi muốn tin rằng tôi thu hút cử tri với đôi mắt to màu xanh của tôi. | ” |

Trong các cuộc đàm phán hiến pháp về một quốc gia Nam Phi dân chủ, Camerer đã được tuyển dụng để lãnh đạo NP trong việc soạn thảo Dự luật về Quyền. Sau đó, bà trở thành người phát ngôn nổi bật cho đảng trong quốc hội, và giữ chức phó bộ trưởng tư pháp sau năm 1994 cho đến khi De Klerk quyết định đình chỉ sự tham gia của đảng vào Chính phủ Thống nhất Quốc gia (GNU). Năm 1997, bà trở thành lãnh đạo của Đảng Quốc gia Mới (NNP) đã được đổi thương hiệu (là một phần của Liên minh Dân chủ (DA)) trong Quốc hội, người phụ nữ đầu tiên và là người nói tiếng Anh trong lịch sử của NP hoặc của nó người kế nhiệm, NNP, giữ vị trí đó.  
Đảng Quốc gia mới đã rút khỏi DA năm 2001, Camera vẫn là thành viên NNP cho đến năm 2003 khi luật mới được ban hành cho phép cô đào thoát khỏi DA mà không mất ghế quốc hội.
Sau cuộc tổng tuyển cử ở Nam Phi năm 2009 Camerer được bổ nhiệm làm Đại sứ tại Bulgaria. Vào tháng 3 năm 2013, bà đã hoàn thành nhiệm kỳ của mình với tư cách là đại sứ và hiện đã nghỉ hưu.